# Albert Touré Mongolon
Albert Touré Mongolon, né le 26 juin 1982, est un coureur cycliste ivoirien.

## Biographie
Il a participé au Tour du Faso en 2006 au sein de l'équipe nationale de Côte d'Ivoire.
Avec Bassirou Konté, Kouamé Lokossué et issiaka Fofana, il représente la Côte d'Ivoire aux Jeux africains organisés à Alger en 2007.

## Palmarès

### Par année
- 2007
  - 2e du championnat de Côte d'Ivoire sur route
- 2008
  - 1re étape du Tour de l'Est International
- 2012
  - 2e étape du Tour de l'Est International
  - Grand Prix de la Fédération ivoirienne de cyclisme
  - 3e étape du Tour de Côte d'Ivoire
- 2015
  - Course d'Ouverture de la Saison en Côte d'Ivoire
- 2016
  - 3e du championnat de Côte d'Ivoire sur route

### Classements mondiaux
| Année           | 2006 |
| --------------- | ---- |
| UCI Africa Tour | 86e  |